# گروه آموزشی پرندگان شکاری
گروه آموزشی پرندگان شکاری (به انگلیسی: Raptor Education Group, Inc (REGI)) یک سازمان غیرانتفاعی 501(c)(۳) در آنتیگو، ویسکانسین، ایالات متحده است که به مراقبت از جانوران وحشی پرندگان زخمی یا یتیم اختصاص دارد. این پرندگان از گونه‌های در معرض خطر یا در خطر انقراض «برای اهداف بازپروری و آموزشی» کار می‌کند و به‌طور موقت از آنها مراقبت می‌کند.
گروه آموزشی پرندگان شکاری عضو شورای بین‌المللی بازپروری حیات وحش، انجمن ملی بازپروری حیات وحش، بنیاد تحقیقات پرندگان شکاری، و انجمن پرنده‌شناسی آمریکا است.